# Isolapotamon danielae
Isolapotamon danielae is een krabbensoort uit de familie van de Potamidae. De wetenschappelijke naam van de soort is voor het eerst geldig gepubliceerd in 2010 door Manuel-Santos.